# Eve of Alana
Eve of Alana (Kurzform EoA) ist eine seit 2017 aktive deutsch-argentinische Alternative-Metal- und Djent-Band aus Hamburg-St. Pauli.

## Geschichte
Die drei Bandgründer Juan Gracia, Lea Swetlana und Kain Nod gehörten zuvor der Band Trailer Park Sex (kurz TPS) in Hamburg an, die sich im September 2017 aufgelöst hatte. Im Anschluss daran erfolgte die Neugründung von Eve of Alana. Juan Gracia übernahm Gitarre und Gesang, während Lea Swetlana und Kain Nod jeweils am Schlagzeug und Bass blieben. In September 2017 veröffentlichte Eve of Alana das Inviolable Distance Album.
Anschließend absolvierte die Band die Supernova Spanish Tour und präsentierte sich in Spanien in Saragossa, Valencia, Madrid und Barcelona.
Im Juni 2018 veröffentlichte die Band ihr erstes Musikvideo für den Song Selfie Boy. Im August desselben Jahres nahm die Band, im Rahmen der Spendensammlungs-Kooperation mit der Wacken Foundation, zum zweiten Mal am Wacken Open Air teil. Im Oktober desselben Jahres absolvierte die Band die American Supernova Tour und präsentierte sich unter anderem in den USA in dem renommierten Rockclub Whisky a Go Go in West Hollywood.

## Diskografie

### Alben
- 2017 Inviolable Distance (LP, Eigenproduktion)
- 2020 Before The Pandemic (Live LP, Eigenproduktion)

### EPs
- 2024 Nagareboshi 流れ星

### Compilationbeiträge
- 2017 American Nightmare. In: Brutal Vision Vol. 3 (Noizgate Records / Nuvinci Records)

### Musikvideos
- 2018 Selfie Boy
- 2018 Bystander
- 2019 The Attraction Live at The Whisky A Go Go
- 2020 Killer Pheromone Live at The Whisky A Go Go
- 2020 Selfie Boy Live at The Whisky A Go Go
- 2021 Something that I'm not